# Glaucidium palmarum
El mochuelo de Colima  (Glaucidium palmarum), también conocido como tecolote colimense y tecolotito colimense, es una especie de ave estrigiforme de la familia Strigidae endémica del oeste de México, donde habita los bosques tropicales y subtropicales. Se distinguen 3 subespecies reconocidas incluyendo la subespecie nominal:
- Glaucidium palmarum griscomi R. T. Moore, 1947
- Glaucidium palmarum oberholseri R. T. Moore, 1937
- Glaucidium palmarum palmarum Nelson, 1901